# Laetesia woomeraensis
Laetesia woomeraensis là một loài nhện trong họ Linyphiidae.
Loài này thuộc chi Laetesia. Laetesia woomeraensis được Jörg Wunderlich miêu tả năm 1976.